# Sanna Kämäräinen
Sanna Kämäräinen (Lapinlahti, 8. veljače 1986.) finska je atletičarka, natjecateljica u bacanju diska i držačica finskog državnog (nacionalnog) rekorda, koji je ujedno i njezin najbolji hitac u karijeri. Bacila ga je na mitingu u Helsinkiju tijekom 2014. godine,  a iznosio je 60,94 metra. Malo kasnije, 15. ožujka 2015. na lokalnom mitingu bacila je 61,07 metara i time popravila i svoj i državni rekord.
Redovito je nastupala na Univerzijadama i Europskim atletskim prvenstvima, na nekima je izborila i završnicu, ali nije ostvarila nikakvo značajnije ostvarenje niti rezultat. 
Najveći uspjeh ostvarila je osvajanjem 7. mjesta u završnici Europskom prvenstvu 2014. u švicarskom Zürichu,  gdje je bacala blizu osobnog rekorda (60,52 m).